# Eric Sprott
Eric Steven Sprott (ur. 1944 w Ottawie, Kanada) – kanadyjski finansista, inwestor i miliarder, kojarzony głównie z inwestycjami w surowce i branżą metali szlachetnych.

## Życiorys
Absolwent Carleton University w Ottawie, gdzie w 1965 uzyskał licencjat z handlu (Bachelor of Arts). Po uzyskaniu tytułu biegłego rewidenta pracował jako analityk w banku inwestycyjnym Merrill Lynch.
W 1981 roku założył własny niezależny dom maklerski Sprott Securities (obecnie Cormark Securities Inc.). W 2000 podjął decyzję o skupieniu się wyłącznie na działalności związanej z zarządzaniem inwestycjami. Po utworzeniu Sprott Asset Management Inc. w 2001, zbył cały swój udział w Sprott Securities na rzecz swoich pracowników. W 2010 roku stworzył firmę zarządzającą aktywami Sprott Inc. z siedzibą w Toronto, której był prezesem od 2010 do 2017 roku.
Był szefem siedemnastu różnych firm, m.in. był prezesem Kirkland Lake Gold i pozostaje emerytowanym prezesem Sprott Inc., uważanej za spółkę dominującą wszystkich innych firm Sprott. Pełnił funkcję prezesa Sprott Consulting i dyrektora generalnego Sprott Private Wealth. Pracował również jako Senior Portfolio Manager w funduszu Sprott Physical Platinum i Palladium Trust, a także był członkiem zarządów firm: Sprott Resource Corp, Ascot Resources, Sprott Inc. i Sprott Asset Management. Był poprzednim dyrektorem generalnym Sprott Molybdenum Participation Corp. Posiada udziały we wszystkich tych spółkach, a także aktywa w innych korporacjach górniczych. Był także właścicielem kopalni złota Jerritt Canyon Gold, prowadzącej wydobycie w Elko, w amerykańskim stanie Nevada. W 2021 rozpoczął inwestycje na rynku uranu.

## Działalność dobroczynna
W 1988 wraz ze swą żoną, Vizmą Sprott, powołał do życia Fundację Sprott, mającą za zadanie między innymi walkę z bezdomnością i głodem w Kanadzie.
Wspierał m.in. Centrum Badań nad Komórkami Macierzystymi w Ottawa Hospital Research Institute, Ottawa Hospital Foundation, Uniwersytet Carleton czy bank żywności Daily Bread Food Bank.
Jest głównym donatorem (noszącej jego imię) kliniki chirurgii University Health Network w Toronto, która obejmuje trzynaście oddziałów chirurgicznych, zgrupowanych w trzech szpitalach w Toronto. Dzięki stałemu wsparciu ze strony Fundacji Sprott, klinika mogła zająć się pozyskiwaniem wybitnych chirurgów, prowadzeniem badań i opracowywaniem innowacyjnych technik chirurgicznych, skutkujących pionierskimi operacjami serca, mózgu i płuc.
Ufundował stypendia dla kilku tysięcy studentów Uniwersytetu Carleton, jest również donatorem wydziału biznesu na tymże uniwersytecie, który od 2001 nosi jego imię (Sprott School of Business).

## Nagrody i odznaczenia
W 2006 został laureatem nagrody przyznawanej w Ontario przez Ernst & Young (w kategorii „Przedsiębiorca roku”).
W uznaniu zasług jako dobroczyńca, zwłaszcza w dziedzinie opieki zdrowotnej i edukacji, w 2013 został odznaczony Orderem Kanady III klasy (Member of the Order of Canada).
Jest honorowym doktorem prawa Uniwersytetu Carleton.